# Porta Flumentana
La collocazione della Porta Flumentana non è ancora ben definita; gli studiosi la collocano nell'area tra il Campidoglio, il Palatino ed il Tevere, in una posizione che potrebbe essere presso la chiesa di S.Teodoro, all'inizio di quello che ancora oggi si chiama Vico Giugario (dove però sembra debba collocarsi anche la Porta Carmentalis), o poco distante, tra questa posizione ed il Tevere. Di certo la porta si trovava in quella zona dell'ansa del Tevere, subito dopo l'isola Tiberina, che fino in epoca augustea era regolarmente soggetta ad inondazioni ad ogni piena del fiume, con danni anche ingenti in tutta l'area che, col tempo, si era andata popolando anche fuori dalla porta.
È argomento controverso, tra gli studiosi, il motivo della vicinanza tra la Flumentana e la Carmentalis,  che avevano la stessa funzione di accesso verso il Campidoglio dalla zona del Foro Boario; ma la ragione di quella vicinanza sembra spiegata dalle poche parole che Sesto Pompeo Festo dedica a quella porta (Flumentana: porta Romæ ita appellata, quod Tiberis partem ea fluxisse adfirmant.) Insomma non si trattava di una vera e propria porta, ma di un'apertura praticata nelle mura per farvi passare il canale di deflusso di un effluente del Tevere. 
La porta si apriva, con asse ovest-est, sul Vicus Tuscus, lussuosa arteria commerciale, il cui nome deriva dal fatto che la via era il centro economico della colonia di immigrati etruschi che si erano stanziati in quell'area, posta tra il Campidoglio ed il Velabro, esposta ai frequenti disastri causati dagli straripamenti del Tevere. Non legata ad eventi militari o sociali, la storia della porta è strettamente connessa con gli eventi idrografici e meteorologici che hanno segnato Roma e quella zona in particolare.